# 96 (число)
96 (дев'ятдеся́т шість; також рос. дев'яно́сто шість) — натуральне число між 95 и 97.

## В науці
- Атомний номер кюрію

## Інших областях
- 96 рік; 96 рік до н. е., 1996 рік
- ASCII-код символу «`»